# スキップ (ゲーム会社)
株式会社スキップ（英: skip inc.）は、東京都渋谷区に所在していたコンピュータゲーム制作会社。

## 概要
活動を休止したラブデリックの元スタッフ（『L.O.L. 〜LACK OF LOVE〜』開発チームが中心、創立者であった西健一や鈴木浩司らを含む）により2001年設立。社名は「スキップする様な楽しいゲームを作る」ということからきている。
設立から1年ほどは『L.O.L.』の売り上げ不振などもあって仕事の受注が全く無く、最後の賭けとして大手企業である任天堂に企画を持ち込んだところ、当時の任天堂もベンチャービジネス支援のプロジェクトを検討中であった。サンプル製作を経て『ギフトピア』が採用され、その後も任天堂とタッグを組んでゲーム制作を行っている（ライセンシーソフトである『アルキメDS』を除いては全て任天堂からの発売）。
開発チームは開発1部（『bit Generations』系列の作品）、開発恵比寿部（『moon』などのラブデリック作品の流れを汲むアクションアドベンチャーゲームが中心）の2つが存在する（2010年12月現在）。
2020年8月時点で公式ホームページが閉鎖されていて、会社自体も閉鎖されたことが確認されていて、ゲーム開発事業として事実上の撤退状態にある。

## 開発タイトル
| タイトル                                     | プラットフォーム               | 発売元 |
| -------------------------------------------- | ------------------------------ | ------ |
| ギフトピア                                   | ニンテンドー ゲームキューブ    | 任天堂 |
| ちびロボ!                                    | ニンテンドーゲームキューブ/Wii | 任天堂 |
| bit Generations                              | ゲームボーイアドバンス         | 任天堂 |
| 咲かせて!ちびロボ!                           | ニンテンドーDS                 | 任天堂 |
| キャプテン★レインボー                        | Wii                            | 任天堂 |
| Art Style                                    | ニンテンドーDSiウェア          | 任天堂 |
| おかえり!ちびロボ! ハッピーリッチー大そうじ! | ニンテンドーDS                 | 任天堂 |
| ペンギン生活                                 | Wiiウェア                      | 任天堂 |
| Wiiリモコンプラス バラエティ                 | Wii                            | 任天堂 |
| 実写でちびロボ!                              | ニンテンドー3DS                | 任天堂 |
| なげなわアクション!ぐるぐる!ちびロボ!        | ニンテンドー3DS                | 任天堂 |

ライセンシーソフト
- アルキメDS（ニンテンドーDS、開発:Route24,『アルキメDS』制作委員会）

## 関連人物
- 西健一 - 中心メンバーのひとりであったが、2006年末に退社。

## 関連会社
- バンプール - 『UFO -A day in the life-』開発チームがラブデリックから独立。
- パンチライン - 『チュウリップ』開発チームが同作品発売後にスキップから独立。

## 参考
- 第一回「これで決まんなかったら解散しようと」〜任天堂とのはじまりについて〜（ほぼ日刊イトイ新聞 - 樹の上の秘密基地。）